# Myophonus melanurus
El arrenga brillante (Myophonus melanurus) es una especie de ave paseriforme de la familia Muscicapidae.

## Distribución
Es endémico de las selvas montanas de Sumatra (Indonesia).

## Estado de conservación
Está ligeramente amenazada por la pérdida de hábitat.